# Stefan Lainer
Stefan Lainer (Seekirchen am Wallersee, 27 agosto 1992) è un calciatore austriaco, difensore del Salisburgo e della nazionale austriaca.

## Biografia
Suo padre Leo è stato anch'egli un calciatore. Il 27 luglio 2023 gli è stato diagnosticato un tumore.

## Caratteristiche tecniche
È un terzino destro rapido e veloce, abile negli assist.

## Carriera

### Club
Dopo essere cresciuto nel settore giovanile del Salisburgo fino al 2011, milita per 4 anni in squadre minori austriache.
Il 1º luglio 2015, a quasi 23 anni, torna al Salisburgo (questa volta in prima squadra), con cui in 4 anni vince per 4 volte il campionato e 3 volte la Coppa d'Austria.
Il 1º luglio 2019 passa al Borussia Mönchengladbach per 12.5 milioni di euro.

### Nazionale
Il 14 marzo 2017 ottiene la sua prima convocazione in nazionale maggiore. Due settimane dopo esordisce nel pareggio per 1-1 in amichevole contro la Finlandia. Il 16 novembre 2019 realizza la sua prima rete in nazionale nel successo per 2-1 contro la Macedonia del Nord.
Convocato per Euro 2020, va a segno nel successo per 3-1 contro la Macedonia del Nord ai gironi, che è stato il primo nella storia degli austriaci all'europeo. Il cammino della sua nazionale si è interrotto agli ottavi a seguito della sconfitta contro l'Italia.

## Statistiche

### Presenze e reti nei club
Statistiche aggiornate al 17 maggio 2025.
| Stagione                   | Club                       | Campionato                 | Campionato | Campionato | Coppe nazionali | Coppe nazionali | Coppe nazionali | Coppe continentali | Coppe continentali | Coppe continentali | Supercoppe | Supercoppe | Supercoppe | Totale | Totale |
| Stagione                   | Club                       | Comp                       | Pres       | Reti       | Comp            | Pres            | Reti            | Comp               | Pres               | Reti               | Comp       | Pres       | Reti       | Pres   | Reti   |
| -------------------------- | -------------------------- | -------------------------- | ---------- | ---------- | --------------- | --------------- | --------------- | ------------------ | ------------------ | ------------------ | ---------- | ---------- | ---------- | ------ | ------ |
| gen.-giu. 2010             | Salisburgo II              | EL                         | 3          | 0          | -               | -               | -               | -                  | -                  | -                  | -          | -          | -          | 3      | 0      |
| 2010-2011                  | Salisburgo II              | RL                         | 25         | 2          | CA              | 0               | 0               | -                  | -                  | -                  | -          | -          | -          | 25     | 2      |
| Totale Salisburgo II       | Totale Salisburgo II       | Totale Salisburgo II       | 28         | 2          |                 | 0               | 0               |                    | -                  | -                  |            | -          | -          | 28     | 2      |
| 2011-2012                  | Grödig                     | EL                         | 23         | 3          | CA              | 3               | 0               | -                  | -                  | -                  | -          | -          | -          | 26     | 3      |
| 2012-2013                  | Liefering                  | RL                         | 28+2       | 2          | -               | -               | -               | -                  | -                  | -                  | -          | -          | -          | 30     | 2      |
| 2013-2014                  | Liefering                  | EL                         | 34         | 1          | -               | -               | -               | -                  | -                  | -                  | -          | -          | -          | 34     | 1      |
| Totale Liefering           | Totale Liefering           | Totale Liefering           | 62+2       | 3          |                 | -               | -               |                    | -                  | -                  |            | -          | -          | 64     | 3      |
| 2014-2015                  | Ried                       | BL                         | 34         | 1          | CA              | 2               | 0               | -                  | -                  | -                  | -          | -          | -          | 36     | 1      |
| 2015-2016                  | Salisburgo                 | BL                         | 21         | 1          | CA              | 4               | 1               | UCL+UEL            | 2+1                | 0                  | -          | -          | -          | 28     | 2      |
| 2016-2017                  | Salisburgo                 | BL                         | 31         | 6          | CA              | 5               | 2               | UCL+UEL            | 4+5                | 0+0                | -          | -          | -          | 45     | 8      |
| 2017-2018                  | Salisburgo                 | BL                         | 33         | 1          | CA              | 4               | 0               | UCL+UEL            | 2+16               | 0+1                | -          | -          | -          | 55     | 2      |
| 2018-2019                  | Salisburgo                 | BL                         | 25         | 1          | CA              | 4               | 0               | UCL+UEL            | 4+10               | 0                  | -          | -          | -          | 43     | 1      |
| Totale Salisburgo          | Totale Salisburgo          | Totale Salisburgo          | 110        | 9          |                 | 17              | 3               |                    | 44                 | 1                  |            | -          | -          | 171    | 13     |
| 2019-2020                  | Borussia M'Gladbach        | BL                         | 31         | 1          | CG              | 2               | 0               | UEL                | 6                  | 0                  | -          | -          | -          | 39     | 1      |
| 2020-2021                  | Borussia M'Gladbach        | BL                         | 33         | 2          | CG              | 4               | 0               | UCL                | 8                  | 0                  | -          | -          | -          | 45     | 2      |
| 2021-2022                  | Borussia M'Gladbach        | BL                         | 21         | 1          | CG              | 2               | 0               | -                  | -                  | -                  | -          | -          | -          | 23     | 1      |
| 2022-2023                  | Borussia M'Gladbach        | BL                         | 17         | 0          | CG              | 1               | 0               | -                  | -                  | -                  | -          | -          | -          | 18     | 0      |
| 2023-2024                  | Borussia M'Gladbach        | BL                         | 15         | 0          | CG              | 1               | 0               | -                  | -                  | -                  | -          | -          | -          | 16     | 0      |
| 2024-2025                  | Borussia M'Gladbach        | BL                         | 21         | 1          | CG              | 1               | 0               | -                  | -                  | -                  | -          | -          | -          | 22     | 1      |
| Totale Borussia M'Gladbach | Totale Borussia M'Gladbach | Totale Borussia M'Gladbach | 138        | 5          |                 | 11              | 0               |                    | 14                 | 0                  |            | -          | -          | 163    | 5      |
| Totale carriera            | Totale carriera            | Totale carriera            | 397        | 23         |                 | 33              | 3               |                    | 58                 | 1                  |            | -          | -          | 488    | 27     |

### Cronologia presenze e reti in nazionale
| Cronologia completa delle presenze e delle reti in nazionale ― Austria | Cronologia completa delle presenze e delle reti in nazionale ― Austria | Cronologia completa delle presenze e delle reti in nazionale ― Austria | Cronologia completa delle presenze e delle reti in nazionale ― Austria | Cronologia completa delle presenze e delle reti in nazionale ― Austria | Cronologia completa delle presenze e delle reti in nazionale ― Austria | Cronologia completa delle presenze e delle reti in nazionale ― Austria | Cronologia completa delle presenze e delle reti in nazionale ― Austria |
| Data                                                                   | Città                                                                  | In casa                                                                | Risultato                                                              | Ospiti                                                                 | Competizione                                                           | Reti                                                                   | Note                                                                   |
| ---------------------------------------------------------------------- | ---------------------------------------------------------------------- | ---------------------------------------------------------------------- | ---------------------------------------------------------------------- | ---------------------------------------------------------------------- | ---------------------------------------------------------------------- | ---------------------------------------------------------------------- | ---------------------------------------------------------------------- |
| 28-3-2017                                                              | Innsbruck                                                              | Austria                                                                | 1 – 1                                                                  | Finlandia                                                              | Amichevole                                                             | -                                                                      | 46’                                                                    |
| 11-6-2017                                                              | Dublino                                                                | Irlanda                                                                | 1 – 1                                                                  | Austria                                                                | Qual. Mondiali 2018                                                    | -                                                                      |                                                                        |
| 2-9-2017                                                               | Cardiff                                                                | Galles                                                                 | 1 – 0                                                                  | Austria                                                                | Qual. Mondiali 2018                                                    | -                                                                      |                                                                        |
| 23-3-2018                                                              | Klagenfurt am Wörthersee                                               | Austria                                                                | 3 – 0                                                                  | Slovenia                                                               | Amichevole                                                             | -                                                                      |                                                                        |
| 30-5-2018                                                              | Innsbruck                                                              | Austria                                                                | 1 – 0                                                                  | Russia                                                                 | Amichevole                                                             | -                                                                      |                                                                        |
| 2-6-2018                                                               | Klagenfurt am Wörthersee                                               | Austria                                                                | 2 – 1                                                                  | Germania                                                               | Amichevole                                                             | -                                                                      |                                                                        |
| 10-6-2018                                                              | Vienna                                                                 | Austria                                                                | 0 – 3                                                                  | Brasile                                                                | Amichevole                                                             | -                                                                      |                                                                        |
| 6-9-2018                                                               | Vienna                                                                 | Austria                                                                | 2 – 0                                                                  | Svezia                                                                 | Amichevole                                                             | -                                                                      |                                                                        |
| 11-9-2018                                                              | Zenica                                                                 | Bosnia ed Erzegovina                                                   | 1 – 0                                                                  | Austria                                                                | UEFA Nations League 2018-2019 - 1º turno                               | -                                                                      | 62’                                                                    |
| 12-10-2018                                                             | Vienna                                                                 | Austria                                                                | 1 – 0                                                                  | Irlanda del Nord                                                       | UEFA Nations League 2018-2019 - 1º turno                               | -                                                                      |                                                                        |
| 15-11-2018                                                             | Vienna                                                                 | Austria                                                                | 0 – 0                                                                  | Bosnia ed Erzegovina                                                   | UEFA Nations League 2018-2019 - 1º turno                               | -                                                                      |                                                                        |
| 18-11-2018                                                             | Belfast                                                                | Irlanda del Nord                                                       | 1 – 2                                                                  | Austria                                                                | UEFA Nations League 2018-2019 - 1º turno                               | -                                                                      |                                                                        |
| 21-3-2019                                                              | Vienna                                                                 | Austria                                                                | 0 – 1                                                                  | Polonia                                                                | Qual. Euro 2020                                                        | -                                                                      |                                                                        |
| 7-6-2019                                                               | Vienna                                                                 | Austria                                                                | 1 – 0                                                                  | Slovenia                                                               | Qual. Euro 2020                                                        | -                                                                      |                                                                        |
| 10-6-2019                                                              | Skopje                                                                 | Macedonia del Nord                                                     | 1 – 4                                                                  | Austria                                                                | Qual. Euro 2020                                                        | -                                                                      |                                                                        |
| 6-9-2019                                                               | Salisburgo                                                             | Austria                                                                | 6 – 0                                                                  | Lettonia                                                               | Qual. Euro 2020                                                        | -                                                                      |                                                                        |
| 9-9-2019                                                               | Varsavia                                                               | Polonia                                                                | 0 – 0                                                                  | Austria                                                                | Qual. Euro 2020                                                        | -                                                                      |                                                                        |
| 16-11-2019                                                             | Vienna                                                                 | Austria                                                                | 2 – 1                                                                  | Macedonia del Nord                                                     | Qual. Euro 2020                                                        | 1                                                                      |                                                                        |
| 4-9-2020                                                               | Oslo                                                                   | Norvegia                                                               | 1 – 2                                                                  | Austria                                                                | UEFA Nations League 2020-2021 - 1º turno                               | -                                                                      | 67’                                                                    |
| 7-9-2020                                                               | Vienna                                                                 | Austria                                                                | 2 – 3                                                                  | Romania                                                                | UEFA Nations League 2020-2021 - 1º turno                               | -                                                                      |                                                                        |
| 7-10-2020                                                              | Klagenfurt am Wörthersee                                               | Austria                                                                | 2 – 1                                                                  | Grecia                                                                 | Amichevole                                                             | -                                                                      | 46’ 64’                                                                |
| 11-10-2020                                                             | Belfast                                                                | Irlanda del Nord                                                       | 0 – 1                                                                  | Austria                                                                | UEFA Nations League 2020-2021 - 1º turno                               | -                                                                      |                                                                        |
| 14-10-2020                                                             | Ploiești                                                               | Romania                                                                | 0 – 1                                                                  | Austria                                                                | UEFA Nations League 2020-2021 - 1º turno                               | -                                                                      |                                                                        |
| 15-11-2020                                                             | Vienna                                                                 | Austria                                                                | 2 – 1                                                                  | Irlanda del Nord                                                       | UEFA Nations League 2020-2021 - 1º turno                               | -                                                                      |                                                                        |
| 18-11-2020                                                             | Vienna                                                                 | Austria                                                                | 1 – 1                                                                  | Norvegia                                                               | UEFA Nations League 2020-2021 - 1º turno                               | -                                                                      |                                                                        |
| 25-3-2021                                                              | Glasgow                                                                | Scozia                                                                 | 2 – 2                                                                  | Austria                                                                | Qual. Mondiali 2022                                                    | -                                                                      |                                                                        |
| 28-3-2021                                                              | Vienna                                                                 | Austria                                                                | 3 – 1                                                                  | Fær Øer                                                                | Qual. Mondiali 2022                                                    | -                                                                      | 76’                                                                    |
| 31-3-2021                                                              | Vienna                                                                 | Austria                                                                | 0 – 4                                                                  | Danimarca                                                              | Qual. Mondiali 2022                                                    | -                                                                      |                                                                        |
| 2-6-2021                                                               | Middlesbrough                                                          | Inghilterra                                                            | 1 – 0                                                                  | Austria                                                                | Amichevole                                                             | -                                                                      | 81’                                                                    |
| 13-6-2021                                                              | Bucarest                                                               | Austria                                                                | 3 – 1                                                                  | Macedonia del Nord                                                     | Euro 2020 - 1º turno                                                   | 1                                                                      | 85’                                                                    |
| 17-6-2021                                                              | Amsterdam                                                              | Paesi Bassi                                                            | 2 – 0                                                                  | Austria                                                                | Euro 2020 - 1º turno                                                   | -                                                                      |                                                                        |
| 21-6-2021                                                              | Bucarest                                                               | Ucraina                                                                | 0 – 1                                                                  | Austria                                                                | Euro 2020 - 1º turno                                                   | -                                                                      |                                                                        |
| 26-6-2021                                                              | Londra                                                                 | Italia                                                                 | 2 – 1 dts                                                              | Austria                                                                | Euro 2020 - Ottavi di finale                                           | -                                                                      | 114’                                                                   |
| 24-3-2022                                                              | Cardiff                                                                | Galles                                                                 | 2 – 1                                                                  | Austria                                                                | Qual. Mondiali 2022                                                    | -                                                                      | 88’                                                                    |
| 3-6-2022                                                               | Osijek                                                                 | Croazia                                                                | 0 – 3                                                                  | Austria                                                                | UEFA Nations League 2022-2023 - 1º turno                               | -                                                                      |                                                                        |
| 10-6-2022                                                              | Vienna                                                                 | Austria                                                                | 1 – 1                                                                  | Francia                                                                | UEFA Nations League 2022-2023 - 1º turno                               | -                                                                      | 9’ 54’                                                                 |
| 13-6-2022                                                              | Copenaghen                                                             | Danimarca                                                              | 2 – 0                                                                  | Austria                                                                | UEFA Nations League 2022-2023 - 1º turno                               | -                                                                      | 46’                                                                    |
| 25-9-2022                                                              | Vienna                                                                 | Austria                                                                | 1 – 3                                                                  | Croazia                                                                | UEFA Nations League 2022-2023 - 1º turno                               | -                                                                      | 62’                                                                    |
| 23-3-2024                                                              | Bratislava                                                             | Slovacchia                                                             | 0 – 2                                                                  | Austria                                                                | Amichevole                                                             | -                                                                      | 60’                                                                    |
| Totale                                                                 |                                                                        | Presenze                                                               | 39                                                                     |                                                                        | Reti                                                                   | 2                                                                      |                                                                        |

## Palmares

### Club
- Campionato austriaco: 4

Salisburgo: 2015-2016, 2016-2017, 2017-2018, 2018-2019
- Coppa d'Austria: 3

Salisburgo: 2015-2016, 2016-2017, 2018-2019

### Individuale
- Squadra della stagione della UEFA Europa League: 1

2017-2018